# Drömlingsee
Der Drömlingsee, auch Drömling (plattdeutsch: „Träumling/Träumer“) genannt, ist ein Waldsee im Kreis Plön im deutschen Bundesland Schleswig-Holstein nordöstlich der Ortschaft Stolpe. Er ist etwa sechs Hektar groß und gehört zum Gut Depenau.

## Entstehung
Der Drömlingsee ist als Folge der Vergletscherung Schleswig-Holsteins nach der letzten Eiszeit entstanden. Er liegt in einem durch Toteis gebildeten Kessel und entwässert zur Alten Schwentine.